# فتحی جمال

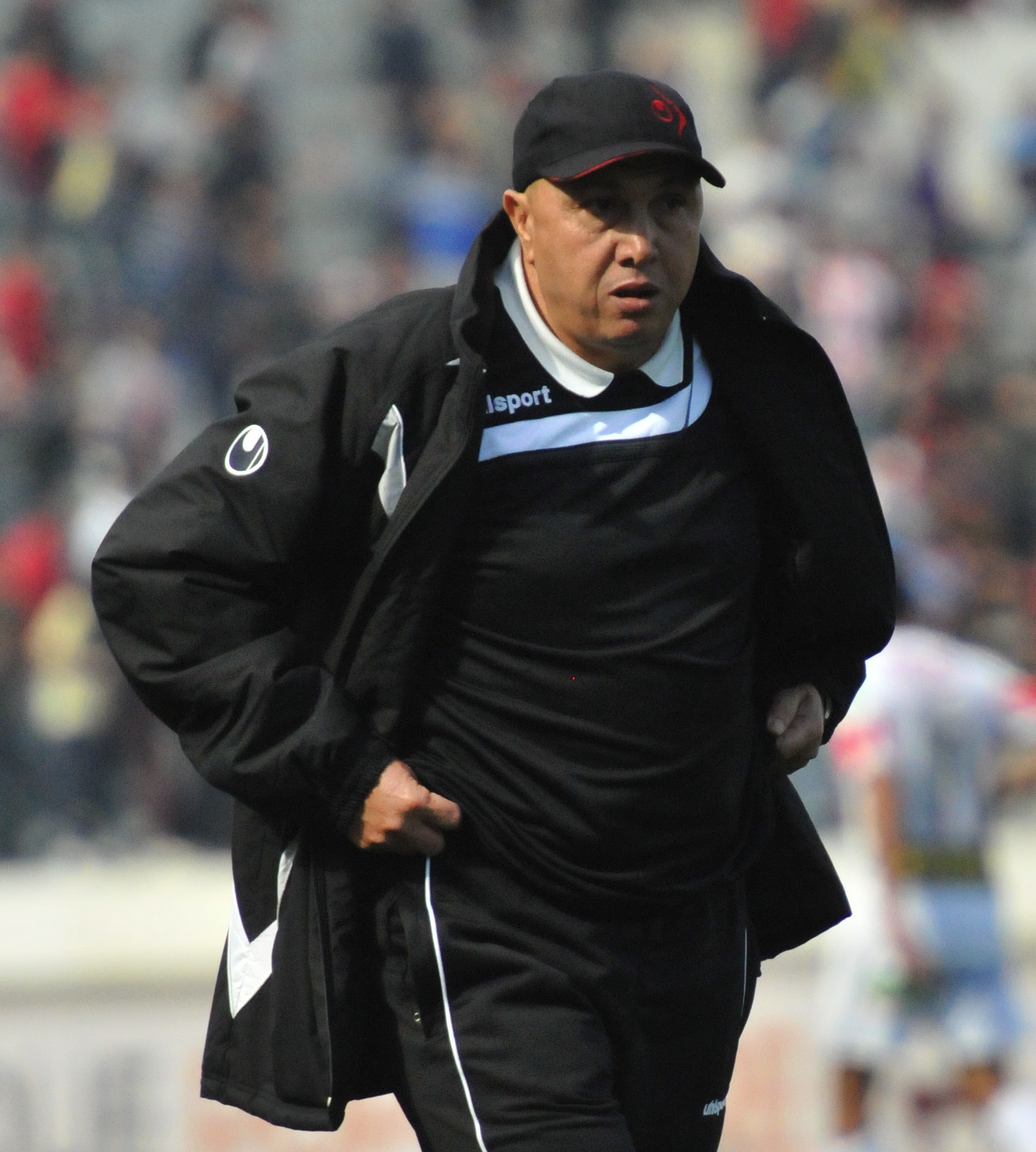
بازیکن سابق و مربی فوتبال اهل مراکش است.

فتحی جمال (انگلیسی: Fathi Jamal؛ زادهٔ ۱۱ فوریهٔ ۱۹۵۹) بازیکن سابق و مربی  فوتبال اهل مراکش است.
از باشگاه‌هایی که در آن بازی کرده‌است می‌توان به باشگاه فوتبال الرجا اشاره کرد.